# Constantin von Tischendorf
Pour les articles homonymes, voir Tischendorf (homonymie).

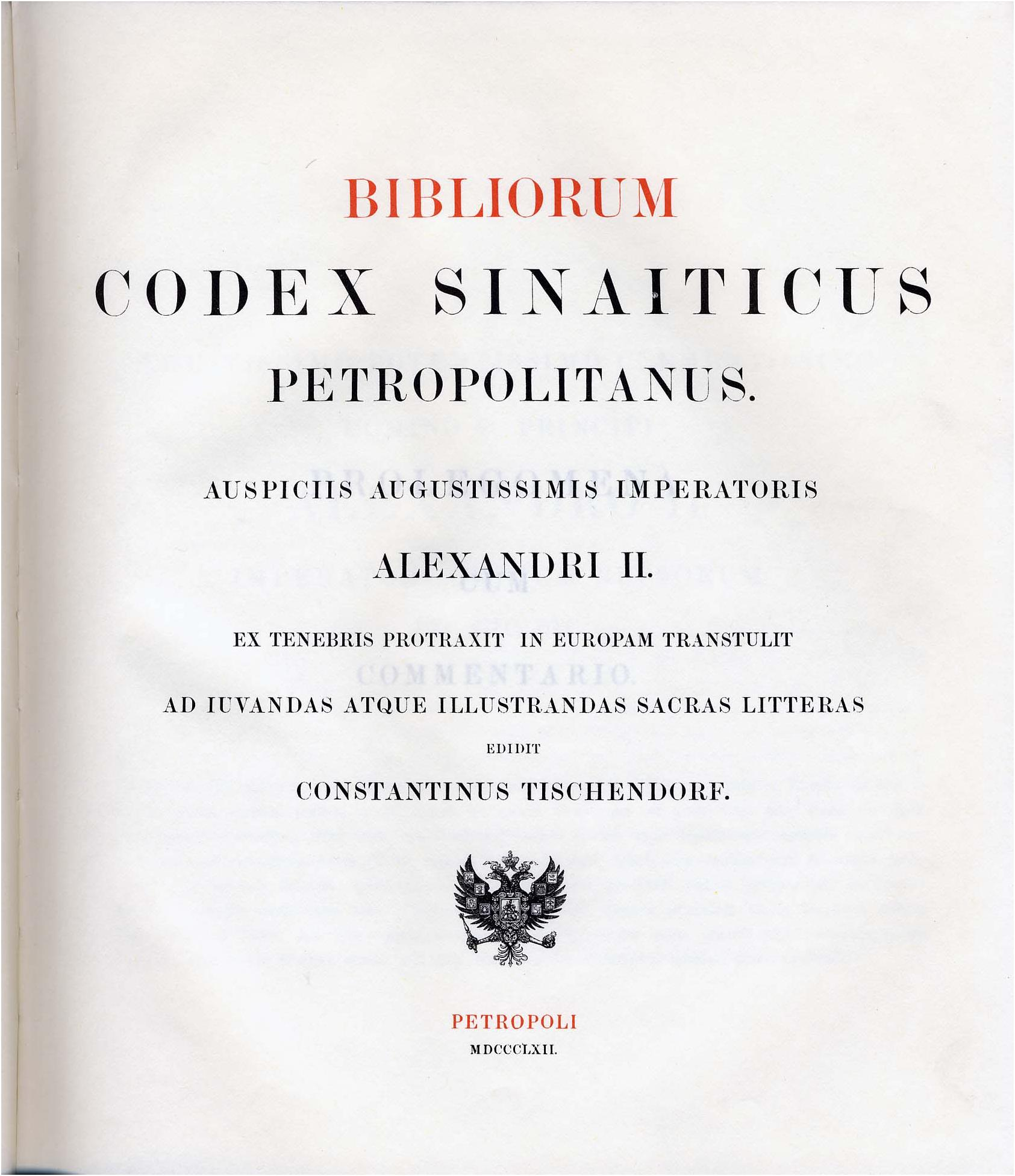
Édition pétersbourgeoise en latin dédiée à Alexandre II

Lobegott Friedrich Constantin von Tischendorf, né à Lengenfeld le 18 janvier 1815 et mort le 17 décembre 1874 à Leipzig, est considéré — avec Lachmann, Wescott et Hort, Gregory ou Soden — comme l'un des plus grands chercheurs de l'histoire du texte du Nouveau Testament au XIXe siècle.

## Naissance d'une vocation
Après un doctorat en philosophie, en 1838, Tischendorf s'intéresse au texte grec du Nouveau Testament.
En 1839, ce jeune protestant, convaincu de l'insuffisance du "Textus Receptus" du Nouveau Testament, hérité d'Érasme et des Elzevier, s'intéresse à la possibilité de « rétablir le texte grec tel qu'il est autrefois sorti des mains de ses auteurs sacrés ». 
Il fait paraître en 1840 une édition du Nouveau Testament grec. C'est la première d'une longue série qui évoluera profondément au fil de ses découvertes.

## La collation des manuscrits
Pénétré de la nécessité de faire un relevé systématique des variantes dans les plus anciens manuscrits du Nouveau Testament, et de les mettre en relation avec les traductions latines, et les citations qu'en font les Pères de l'Église, Tischendorf se décide à entreprendre un voyage d'étude qui le mène de 1840 à 1844 dans les bibliothèques les plus importantes de divers pays européens.
Par ailleurs, il considère nécessaire d'étudier les récits apocryphes du Nouveau Testament, les textes des hérétiques, afin d'avoir une meilleure intelligence du contexte des débuts de l'Église. De même, il envisage de mettre au point une classification de tous les manuscrits grecs, bibliques ou non, des dix premiers siècles de notre ère.

## Lecodex Ephraemirescriptus
Durant son séjour à Paris, en 1841–1842, Tischendorf tente la lecture du codex Ephraemi, un palimpseste de la Bible grecque conservé à la Bibliothèque Nationale, sur lequel des œuvres d'Éphrem le Syrien avaient été copiées, et qui était réputé illisible.
Sa tentative, couronnée de succès, attire sur lui l'attention des milieux universitaires et ecclésiastiques (il est même reçu en audience par le pape Grégoire XVI en 1843), ainsi que des soutiens financiers qui doivent lui permettre de mener à bien son projet.

## La recherche des manuscrits
Après la France, il poursuit par la Hollande, puis l'Angleterre, la Suisse et l'Italie pour visiter les plus grandes bibliothèques… et consulter les fonds manuscrits.
D'avril à décembre 1844, il quitte l'Europe pour poursuivre son voyage en Orient : Égypte, Sinaï, Jérusalem et environ, Smyrne, Beyrouth, Constantinople, Athènes.
Il revient de cette expédition avec une cinquantaine de manuscrits anciens, dont quelques feuillets d'un Ancien Testament grec sur parchemin datant du début du IVe siècle.

## Le codex Sinaiticus
De toutes ses découvertes, c'est en effet celle qu'il fait dans le monastère Sainte-Catherine, au pied du Mont Sinaï qui lui est la plus précieuse, et qui oriente la suite de ses travaux.
Le jeune philologue protestant est en effet bien reçu dans ce monastère orthodoxe et, accompagné du père bibliothécaire, il découvre, parmi des « vieilleries » une centaine de pages de parchemin provenant d'un exemplaire extrêmement ancien de la Septante. Tischendorf est autorisé à prendre avec lui quarante-deux de ces feuillets, dont il fait exécuter un fac-similé à son retour en Europe, en taisant toutefois scrupuleusement le lieu de sa découverte.
Il retourne deux autres fois au Sinaï, en 1853 et en 1859, dans l'espoir de trouver d'autres feuillets de ce même manuscrit.
Son voyage de 1853 lui permet de trouver quelques manuscrits de la Bible, mais les autres feuillets du manuscrit de 1844 semblent avoir disparu.
En 1858, il obtient le soutien de l'empereur Alexandre II pour un troisième voyage scientifique au Sinaï. Ce soutien officiel d'un tsar orthodoxe au savant protestant lui vaut d'être reçu avec une distinction toute particulière. À la fin de son séjour au monastère, le père économe lui montre une septante qui s'avère être la quasi-totalité du manuscrit qu'il cherchait. 
Après des tractations assez complexes, il est chargé par l'higoumène du monastère d'offrir ce manuscrit à Alexandre II qui, en contrepartie, prend en charge les frais engagés pour la réalisation d'un fac-similé (4 volumes in folio). C'est le Codex Sinaiticus à qui il attribuera la codification א qui restera en vigueur par la suite.

## Les publications
Tischendorf ne se contente pas d'écumer bibliothèques et monastères à la recherche de manuscrits : il prend un soin particulier à la publication des résultats de ses recherches.
Son œuvre majeure est sans conteste la mise au point d'une « édition critique » du Nouveau Testament. On en dénombre quarante-et-une publications (en comptant les rééditions et éditions de poche), mais on peut ramener à quatre les grandes évolutions de son travail.
Après sa première édition (1841), il faut mentionner celle de 1849 (qui est remarquable par le nombre de variantes que Tischendorf a rassemblées dans l'apparat critique), celle de 1859 (qu'il appelait la VIIe édition, et dont le texte tend à se rapprocher, par le choix des variantes, du Textus Receptus) et enfin, celle de 1869, couronnement de son œuvre (Novum Testamentum Graece, editio octava critica maior (en)) en 3 volumes, dans laquelle il donne une très grande place (même "trop grande") aux variantes du Codex Sinaiticus.
À ces travaux critiques, il convient d'ajouter sa "synopse des Évangiles" (Synopsis evangelica (7e éd., 1898)
Cependant, selon son projet initial, il ne se limite pas au texte du Nouveau Testament.
Ainsi faut-il mentionner ses travaux sur la Bible grecque des Septante (que ce soit son édition du Codex Ephraemi rescriptus, ou sa tentative d'édition critique du texte), travaux auxquels il ne se consacre pas autant que pour le Nouveau Testament.
Il publie aussi des collections d'apocryphes du Nouveau Testament : De Evangeliorum apocryphorum origine et usu (1851) ; Acta Apostolorum apocrypha (1851 ; Evangelia apocrypha (1853; 2nd ed., 1876) ; Apocalypses apocryphae (1866).
Enfin, à une époque où la critique rationaliste (Renan, Strauss…) cherche à déboulonner le christianisme, Tischendorf n'hésite pas à s'adresser à un public plus « populaire » pour prendre la défense de la foi. Il s'en explique ainsi :
"Malgré mes nombreux travaux, je me rendis à ce vœu, et me mis sans retard à rédiger cette publication nouvelle, heureux de saisir l'occasion qui m'était offerte de m'adresser une fois au moins à ces lecteurs auxquels la plupart de mes écrits sont inaccessibles ; car en définitive, les meilleurs résultats de mes recherches sont destinés à l'Église chrétienne tout entière, et doivent lui appartenir"

## Textes de Tischendorf
- De la date de nos Évangiles, par Constantin Tischendorf, précédé du récit de sa découverte du Codex Sinaiticus, traduction Sardinoux, 1866
- Doctrina Pauli apostoli de vi mortis Christi satisfactoria
- Acta apostolorum apocrypha
- Patrum apostolicorum opera Pour les livres d'Hermas et l'épitre de Barnabé
- Apocalypses apocryphae
- Anecdota sacra et profana ex Oriente et Occidente allata
- Synopsis Evangelica
- Novum Testamentum graece 1re édition
- Novum Testamentum Latine interprete Hieronymo
- Pilati circa Christum iudicio
- Vetus Testamentum Graece iuxta LXX interpretes
- Monumenta sacra. Nova Collectio, 1-6 volumes (1857-1870) a la Internet Archive